# Tin Ka Ping
Tin Ka Ping GBM MBE (chinesisch 田家炳, Pinyin Tián Jiābǐng, W.-G. T'ien Chia-ping, Yale: Tin4 Gaa1 bing2, auch: K. P. Tin; geb. 20. November 1919, Dabu, China; † 10. Juli 2018) war ein Hongkonger chinesischer Unternehmer und Philanthrop. Er war der Gründer und Leiter der Tin’s Chemical Industrial Company und der Tin Ka Ping Foundation (田家炳基金會, Tián Jiābǐng Jījīnhuì).
Tin spendete Milliarden von Hongkong-Dollars und gründete damit hunderte Schulen, dutzende Krankenhäuser und tausende Bibliotheken in ländlichen Gebieten von China. Er erhielt zahlreiche Ehrungen, unter anderem den Order of the British Empire von Königin Elisabeth II., die Grand Bauhinia Medal der Regierung von Hong Kong, eine Gold-Plakette für Beiträge zur Öffentlichen Wohlfahrt (Contribution to Public Welfare) von Präsident Lee Teng-hui von Taiwan sowie Ehrenbürgerschaften von über 80 Städten und Ehrendoktorwürden von mehr als zehn Universitäten. Chinesische Astronomen benannten den Asteroiden (2886) Tinkaping nach ihm und sein Stammsitz (Laojia) in Dabu County ist ein geschütztes Kulturerbe.

## Leben
Tin Ka Ping wurde 1919 in Dàbù Xiàn (大埔县), Meizhou (Provinz Guangdong), in einem Dorf der Hakka, einer han-chinesischen Volksgruppe, geboren. Sein Großvater war ein Beamter der Qing-Dynastie, der in der Provinz Henan eingesetzt wurde und gegen den Taiping-Aufstand kämpfte. Ka Ping war der einzige Sohn seines Vaters, eines Geschäftsmannes, der einen Lebensmittelhandel und einen Brennofen betrieb.
Tin war verheiratet mit Fong Waiying. Die beiden hatten mehr als 20 Nachkommen, Kinder, Enkel und Urenkel. Mit der Überzeugung, dass es „besser sei, Tugend anstatt Wohlstand an seine Kinder zu vermachen“ („better to bequeath virtue rather than wealth to one’s children“), spendete Tin den größten Teil seiner Güter an seine wohltätige Stiftung.
2013 im Alter von 94 Jahren ließ sich Tin taufen und wurde Christ.
Tin starb am 10. Juli 2018 in Hongkong im Alter von 98 Jahren.

## Karriere
Als sein Vater 1935 starb, musste Tin die Schule verlassen, um den Betrieb der Familie zu führen. Im Alter von 17 Jahren ging er 1937 nach Vietnam, um die Porzellanerde (Kaolin) zu exportieren, für die Dabu berühmt ist. Es gelang ihm in kurzer Zeit, 60 % der Exporte aus Dabu zu kontrollieren. Dann brach jedoch der Zweite Japanisch-Chinesische Krieg aus und im Juni 1939 eroberte die Kaiserliche Japanische Armee Shantou, den wichtigsten Hafen in Ost-Guangdong, wodurch die Exportroute von Dabu unterbrochen wurde.
Tin zog 1939 nach Indonesien, um sich seinem Cousin anzuschließen, und half bei der Leitung von dessen Metallfabrik. Nach der Kapitulation Japans im Jahr 1945 gründete er eine Fabrik in Jakarta, um den reichlich vorhandenen lokalen Kautschuk zu verarbeiten, und erweiterte das Geschäft später um eine zweite Fabrik. 1956 eröffnete er die erste Kunststofffolienfabrik in Indonesien.
Aufgrund der Regierungspolitik, die chinesische Indonesier diskriminierte, verließ er 1959 Indonesien und ging nach Hongkong. Er baute eine Fabrik im Tuen Mun District, in der Kunststoffe und Kunstleder hergestellt wurden, und seine Tin’s Chemical Industrial Company wurde zu einem führenden Unternehmen in der chemischen Industrie Hongkongs. Er eröffnete eine zweite Fabrik und war Eigentümer mehrerer industrieller Gebäude. Mit Chinas Reform- und Öffnungspolitik in den 1980er-Jahren schloss sich Tin vielen anderen Hongkonger Unternehmen an und gründete Fabriken in Festlandchina. Er eröffnete seine erste Fabrik in Humen, Dongguan, und erweiterte schrittweise sein Geschäft.

## Philanthropisches Werk
Tin war seit den 1960er- und 1970er-Jahren philanthropisch tätig. Er wirkte als Direktor der drei damals größten Wohltätigkeitsorganisationen Hongkongs: Pok Oi Hospital (博愛醫院; Bok'oi Yīyún, bó’ài yīyuàn), Tung Wah Group of Hospitals (東華三院, DōngHuá Sānyuàn) und Yan Oi Tong (仁愛堂, rén’ài táng).
1982 spendete er mehr als eine Milliarde Hongkong-Dollar, etwa 80 % seines Vermögens, und gründete damit die Tin Ka Ping Foundation, die Zuwendungen für Bildung, medizinische Versorgung, Verkehr und andere öffentliche Einrichtungen tätigt. 2009 übertrug er den Rest seiner Anteile in die Stiftung und setzte sich zur Ruhe.
Nachdem er als Kind gezwungen war, die Schule zu verlassen, widmete Tin einen großen Teil seiner Mittel der Finanzierung von Bildung. Seit den 1980er-Jahren machte Tin Zuwendungen an 93 Universitäten, 166 höhere Schulen, 41 Grundschulen und 19 spezialisierte Schulen und Kindergärten. Außerdem gründete er 1800 Bibliotheken in ländlichen Schulen, 29 Krankenhäuser und 130 Brücken und Straßen. Es gibt Schulen mit seinem Namen in jeder Provinz, provinzfreien Stadt und Autonomen Region in China und er wurde als „Vater der hundert Schulen“ (百校之父, bǎixiàozhīfù) geehrt. Er förderte auch Schulen in Taiwan, Singapur und den Vereinigten Staaten.
Tins Geschäfte und die Stiftung erfuhren massive Verluste während der Asienkrise 1997. Um seine Stiftung zu stützen, verkaufte er 2001 sein Haus in Kowloon Tong, in dem er und seine Frau 37 Jahre lang gelebt hatten, und mietete ein 120 m²-(1300 ft²)-Apartment. Er spendete den gesamten Erlös von 56 Mio. HK$ an mehr als 20 weiterführende Schulen. Diese Entscheidung wurde von den Hongkonger Medien als „unglaubliche Entscheidung“ („incredible decision“) gefeiert.

## Ehrungen
Tin erhielt zahlreiche Ehrungen und Auszeichnungen in Hongkong, China, Taiwan und Großbritannien für seine Verdienste um das Gemeinwohl. Er wurde bereits 1982 mit der British-Empire-Medaille, 1996 mit dem Order of the British Empire von Königin Elisabeth II., der Grand Bauhinia Medal der Regierung von Hong Kong, einer Goldplakette für Beiträge zur Öffentlichen Wohlfahrt (Contribution to Public Welfare) von Präsident Lee Teng-hui von Taiwan sowie Ehrenbürgerschaften von über 80 Städten und Ehrendoktorwürden von mehr als zehn Universitäten geehrt. Die Hong Kong Loving Hearts Campaign (感動香港十大人物評選, Gǎndòng Xiānggǎng shídàrénwù píngxuǎn) benannte ihn als „Star of Education“. 1994 benannte das Purple Mountain Observatory (紫金山天文台; Zǐjīnshān Tiānwéntái) den Asteroiden 2886 Tinkaping nach ihm und sein Stammsitz in Dabu County (Gong Chen Building, Yintan Xian, Gaopo Shi) ist ein geschütztes Kulturerbe. Es wurde zu Ehren von Tin Ka Ping als  Museum eröffnet.